# Fase fol·licular

Figura 1. Cicle menstrual que il·lustra els nivells hormonals, el desenvolupament fol·licular i el cicle uterí

La fase fol·licular, també coneguda com a fase preovulatòria o fase proliferativa, és la fase del cicle estral (o, en primats per exemple, el cicle menstrual) durant la qual els fol·licles de l'ovari maduren des del fol·licle primari fins a un fol·licle de Graaf completament madur. Acaba amb l'ovulació. Les principals hormones que controlen aquesta etapa són la secreció d'hormones alliberadores de gonadotropina, que són hormones estimulants dels fol·licles i hormones luteïnitzants. S'alliberen per secreció pulsàtil. La durada de la fase fol·licular pot variar segons la durada del cicle menstrual, mentre que la fase lútea sol ser estable, no canvia realment i dura 14 dies.

## Esdeveniments hormonals

### Secreció de proteïnes
A causa de l'augment de FSH, les cèl·lules de la granulosa secretaran la proteïna inhibina B. La inhibina B acabarà frenant la secreció de FSH cap al final de la fase fol·licular. Els nivells d'inhibina B seran més alts durant l'augment de LH abans de l'ovulació i disminuiran ràpidament després.

### Reclutament fol·licular

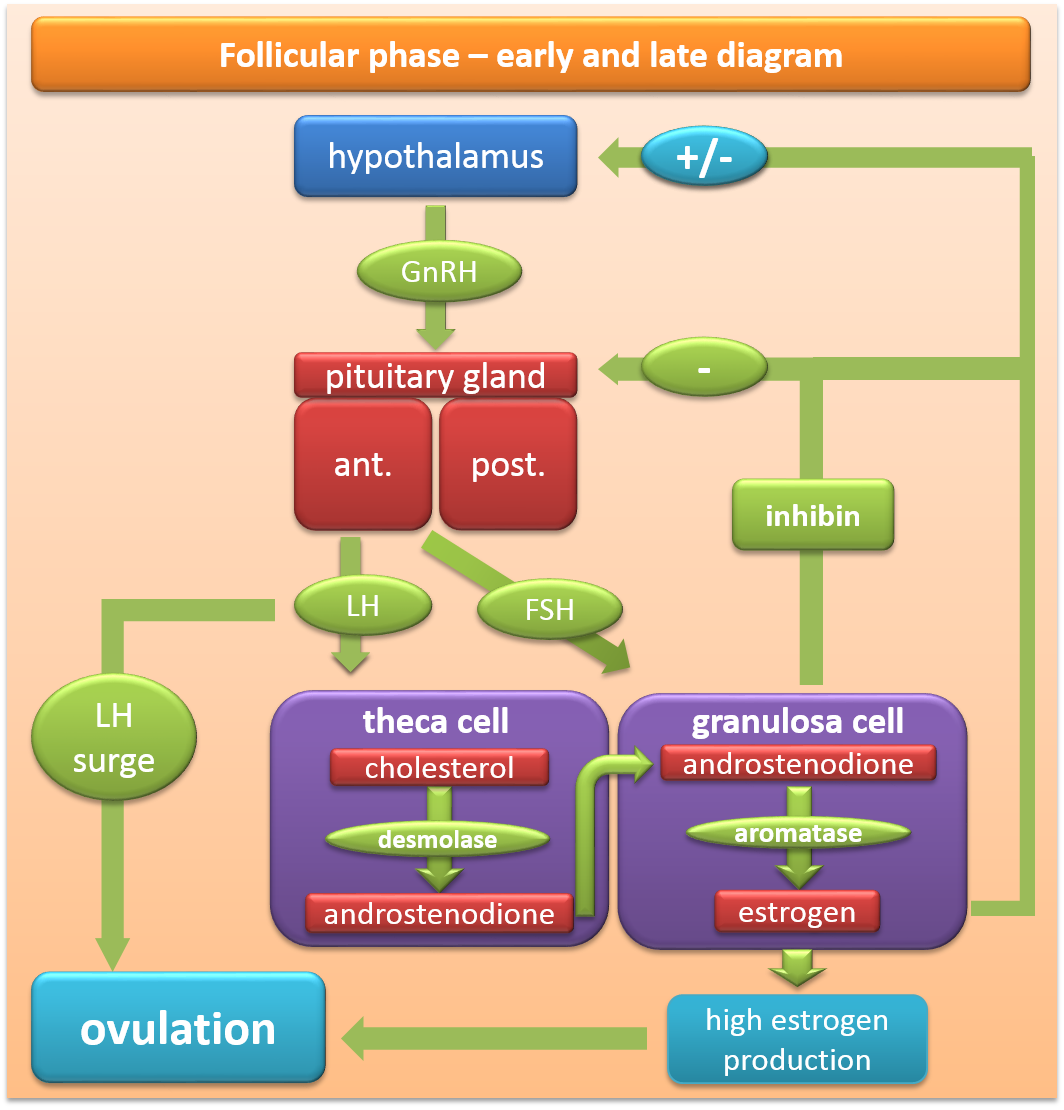
Figura 2. Diagrama de fases fol·liculars de les hormones i els seus orígens

L'hormona estimulant dels fol·licles (FSH) és secretada per la glàndula pituïtària anterior (Figura 2). La secreció de FSH comença a augmentar en els darrers dies del cicle menstrual anterior, i és la més alta i important durant la primera setmana de la fase fol·licular (Figura 1). L'augment dels nivells de FSH recluta de cinc a set fol·licles ovàrics de tercer estadi (en aquesta fase aquest fol·licle també es coneix com a fol·licle de Graaf o fol·licle antral) per entrar al cicle menstrual. Aquests fol·licles, que han estat creixent durant la major part d'un any en un procés conegut com a foliculogènesi, competeixen entre si pel domini.
L'FSH indueix la proliferació de cèl·lules de la granulosaen els fol·licles en desenvolupament i l'expressió dels receptors de l'hormona luteïnitzant (LH) en aquestes cèl·lules de la granulosa (Figura 1). Sota la influència de la FSH, els enzims aromatasa i p450 s'activen, cosa que fa que les cèl·lules de la granulosa comencin a secretar estrògens. Aquest augment del nivell d'estrogen estimula la producció de l'hormona alliberadora de gonadotropina (GnRH), que augmenta la producció de LH. L'LH indueix la síntesi d'andrògens per part de les cèl·lules tecals, estimula la proliferació, la diferenciació i la secreció de cèl·lules tecals fol·liculars i augmenta l'expressió del receptor d'LH a les cèl·lules de la granulosa.
Al llarg de tota la fase fol·licular, l'augment dels nivells d'estrogen a la sang estimula el creixement de l'endometri i el miometri de l'úter. També fa que les cèl·lules endometrials produeixin receptors per a la progesterona, cosa que ajuda a preparar l'endometri per respondre a l'augment dels nivells de progesterona durant la fase proliferativa tardana i durant tota la fase lútea.

### Pujada d'estrogen
Dos o tres dies abans que els nivells d'LH comencin a augmentar, normalment cap al setè dia del cicle, un (o ocasionalment dos) dels fol·licles reclutats han emergit com a dominants.  Molts endocrinòlegs creuen que la secreció d'estrogen del fol·licle dominant ha augmentat fins a un nivell que suprimeix la producció de GnRH, cosa que redueix els nivells de LH i FSH. Aquesta disminució de la producció de LH i FSH provoca l'atrèsia (mort) de la majoria dels fol·licles reclutats, tot i que el fol·licle dominant continua madurant. Els nivells d'estrogen continuaran augmentant durant diversos dies (de mitjana, sis dies, però això varia molt).
Aquests nivells elevats d'estrogen inicien la formació d'una nova capa d'endometri a l'úter, identificada histològicament com a endometri proliferatiu. Les criptes del coll uterí també s'estimulen per produir moc cervical fèrtil. Aquest moc redueix l'acidesa de la vagina, creant un ambient més favorable per als espermatozoides. També té una textura característica que ajuda a guiar els espermatozoides a través del coll uterí i cap a les trompes de Fal·lopi, on esperen l'ovulació.[cal cita mèdica] A més, la temperatura corporal basal pot disminuir lleugerament sota la influència dels nivells alts d'estrogen.

### Pujada de LH i ovulació
Els nivells d'estrogen són més alts just abans que comenci l'augment de LH (Figura 1). La baixada a curt termini de les hormones esteroides entre l'inici del pic de LH i l'esdeveniment de l'ovulació pot causar taques o sagnat a mitjan cicle. Sota la influència de l'augment preovulatori de LH, es completa la primera divisió meiòtica dels oòcits. L'augment també inicia la luteïnització de les cèl·lules tecals i de la granulosa. L'ovulació normalment es produeix 30 (± 2) hores després de l'inici del pic de LH (quan la LH es detecta per primera vegada a l'orina).

## Ones fol·liculars
Les ones fol·liculars es descriuen millor com la fase en què els fol·licles han madurat prou i es trenquen, donant lloc a l'ovulació. Descobriments recents sobre el cicle menstrual en mamífers han descobert que es poden desenvolupar dos o més fol·licles, però només un dels fol·licles madura completament per alliberar l'òvul. Aquesta ona fol·licular implica múltiples augments en els nivells de FSH per iniciar el desenvolupament fol·licular. Un estudi ha descobert que el 68% de les dones tendien a mostrar dues ones fol·liculars abans de l'ovulació, mentre que la resta tenien tres ones.